# Cuyamaca (California)

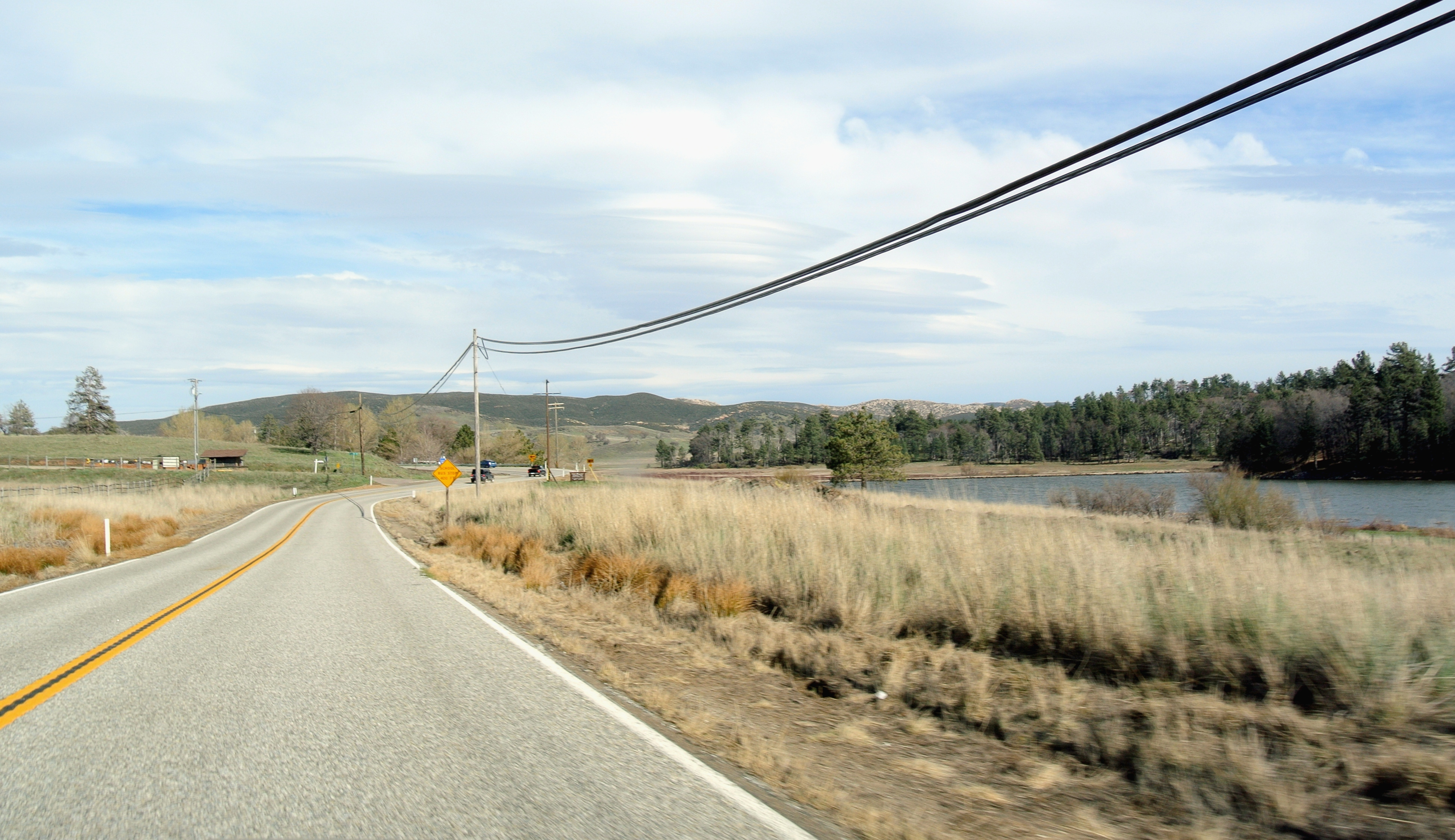
Ruta Estatal de California 79 y lago Cuyamaca a la derecha.

Cuyamaca (Kumeyaay: 'Ekwiiyemak) es una región ubicada en el este del condado de San Diego en el estado estadounidense de California.  Colinda al este de la Reserva India Capitán Grande en el occidente de la Cordillera Laguna, al norte de Descanso y al sur de Julian. Dentro del parque se encuentra el Pico Cuyamaca, la segunda montaña más alta del condado de San Diego a una altura de 6512 pies (1984,9 m). En 1889 se completó la represa Cuyamaca, creando la Reserva Cuyamaca. Antes de los incendios de octubre de 2003, la comunidad de Cuyamaca contaba con aproximadamente 145 viviendas en una montaña al norte de la reserva.

## Incendio Cedar
Entre el 27 y 28 de octubre de 2003, gran parte de la región de Cuyamaca fue consumida por el incendio Cedar. Cerca de 25,000 acres (105.2 km²) en el Parque Estatal de Cuyamaca, y 120 viviendas en Cuyamaca fueron incineradas. El histórico rancho Dyer ubicada en el centro del parque, y que funcionaba como museo y oficinas principales del parque, fue también destruida.